# Cartel de Medellín
El Cartel de Medellín fue una organización criminal colombiana que se dedicaba al tráfico de cocaína, terrorismo, asesinato entre otras actividades, siendo uno de los principales protagonistas del conflicto armado colombiano entre 1980 y 1993. Se enfrentó en una cruenta lucha contra el Estado colombiano y sus instituciones principalmente en centros urbanos, simultáneamente mantuvo guerras paralelas con otras asociaciones delictivas, como el Cartel de Cali y los grupos paramilitares del Magdalena Medio. Ha sido catalogada como la organización criminal más peligrosa que haya existido en Colombia.
Su nombre le fue dado por la Administración para el Control de Drogas de Estados Unidos (DEA) en referencia a su centro de operaciones principales ubicado en Medellín. La denominación de "cartel" se le dio por la estructura jerárquica de dicha asociación criminal que contaba con un esquema de operación, en el cual los narcotraficantes compartían recursos tales como rutas de envío de cocaína y coordinaban acciones en conjunto contra sus enemigos, pero manejaban separadamente sus centros de producción y negocios.
La estructura fomentó la corrupción en Colombia para favorecer sus ambiciones, presionando al Estado y la clase política para una Asamblea Nacional Constituyente que dio como resultado la abolición de la extradición de colombianos hacia el exterior.
También influyó en el Fútbol Profesional Colombiano.
La mayor parte del terrorismo adelantado por el Cartel de Medellín se centra en las figuras de Pablo Escobar y Gonzalo Rodríguez Gacha. Miles de bombas y petardos estallaron en todo el país, se ejecutaron asesinatos de jueces, fiscales, testigos, periodistas, etc. Se destacan las muertes del ministro de justicia Rodrigo Lara Bonilla, del procurador Carlos Mauro Hoyos, del líder político de la Unión Patriótica Jaime Pardo Leal, del candidato a la presidencia Luis Carlos Galán, de periodistas como el director de El Espectador Guillermo Cano Isaza, y Jorge Enrique Pulido, atentados como el del vuelo de Avianca donde murieron 107 pasajeros, y también contra el director de Departamento Administrativo de Seguridad (DAS), Miguel Maza Márquez, donde murieron 63 personas.

## Historia

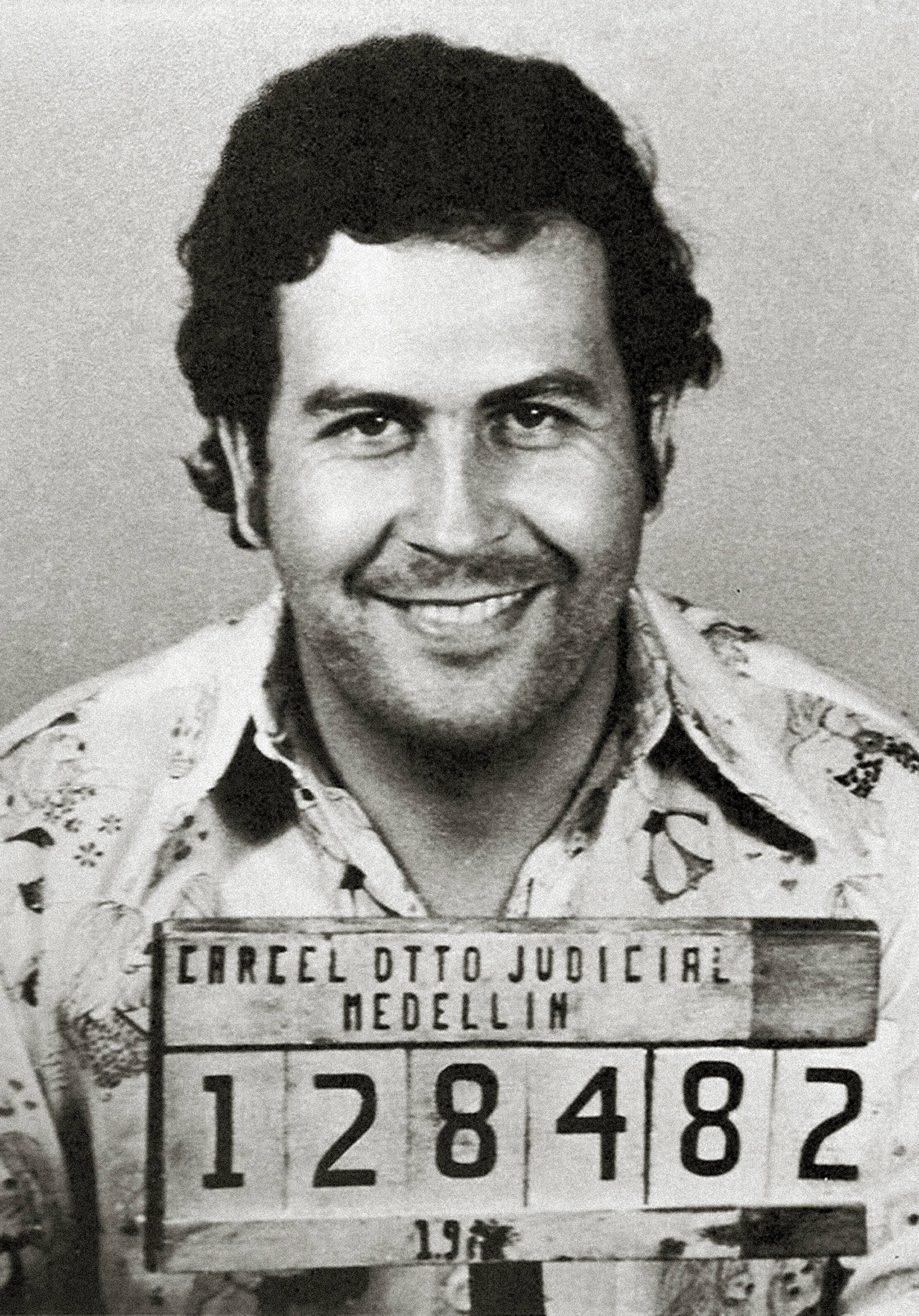
Pablo Escobar.

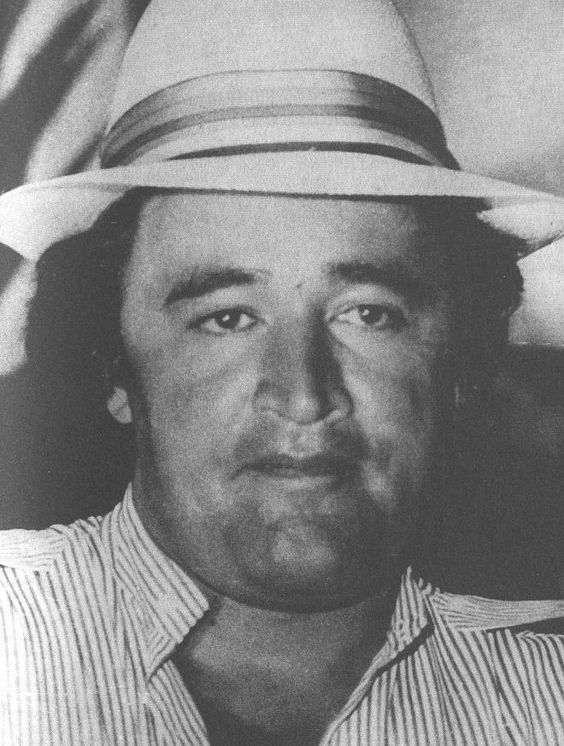
Gonzalo Rodríguez Gacha.

El origen del Cartel de Medellín se remonta a mediados de 1976 cuando grupos de pequeños traficantes de drogas traían base de cocaína de Ecuador y Perú, luego la procesaban en la ciudad de Medellín. Se empezaron a asociar para crear una empresa ilegal que debido a los ingresos derivados del narcotráfico creció económicamente y militarmente en lo que pasó a conocerse como la "Bonanza Marimbera" (1976-1985).
A comienzos de los años 1980, la producción de cocaína era realizada en las selvas de Departamentos como Caquetá o Meta en campamentos como Tranquilandia y desde pistas clandestinas era llevada a puntos de embarque en otras zonas de Colombia. Desde allí se llevaba en pequeñas avionetas que sobrevolaban hasta las costas de lugares como una isla en Las Bahamas que el cartel utilizaba como punto de lanza para los envíos de cocaína a los Estados Unidos, siendo Nueva York una de las principales ciudades a donde se enviaba dicha mercancía.

### Inicio de la guerra contra los sectores de izquierda
En represalia al secuestro de Martha Nieves Ochoa (hermana del clan Ochoa) por parte del Movimiento 19 de abril (M-19) ocurrido el 12 de noviembre de 1981; el diciembre de 1981, los hermanos Ochoa convocaron a un encuentro al que asistieron más de 200 sicarios del cartel, la mayoría de sus socios, entre ellos Pablo Escobar y Gonzalo Rodríguez Gacha, además de Carlos Lehder quien logró escapar de un intento de secuestro perpetrado también por el M-19. El objetivo era perseguir a los responsables del secuestro y exigir su clara liberación, llevando a cabo asesinatos selectivos de los secuestradores. De esta manera nació el grupo llamado Muerte a Secuestradores (MAS), un ejército privado de más de 2.230 hombres.
El MAS buscó inicialmente la liberación de Martha Nieves. El objetivo se lograba 92 días después de su rapto y sin pagar recompensa, aunque otras versiones hablan del pago de 12 millones de pesos por rescate. Después de esto, el MAS realizaría operaciones de limpieza social y asesinó a varios miembros del M-19.
El Mexicano estuvo relacionado con la violencia esmeraldera y adelantó una campaña personal contra las Fuerzas Armadas Revolucionarias de Colombia - Ejército del Pueblo (FARC-EP) y contra la Unión Patriótica (UP), a las que consideraba una extensión del grupo guerrillero.

### Frustrada incursión en la política
Según Juan Pablo Escobar, hijo de Pablo Escobar, el cartel de Medellín financió las campañas presidenciales Alfonso López Michelsen y Belisario Betancur. En esa época se sondeó la posibilidad de la legalización de las drogas y la expedición de un marco legal que permitiera a los barones de la coca su participación en la vida social, legal y política del país. El nacimiento del Movimiento Latino Nacional de Carlos Lehder y de Civismo en Marcha de Pablo Escobar, quien ocupó un puesto en la Cámara de Representantes de Colombia, fue una expresión de este proceso. Pero dicho esbozo, fracasó por la oposición de los sectores tradicionales para aceptar estos hechos. El Nuevo Liberalismo, movimiento liderado por Luis Carlos Galán y por Rodrigo Lara Bonilla (nombrado ministro de justicia por Betancur), fue el adalid de esta cruzada contra la narcopolítica, que convirtió en el objetivo principal de sus críticas a Escobar.
En este marco de rechazo a la narco-política se dieron los primeros intentos de diálogo entre los traficantes de droga y el Gobierno sobre el tratado de extradición a los EE. UU. En una primera conversación con el procurador Carlos Jiménez Gómez en octubre de 1983, el jefe del ministerio público mostró su rechazo a la extradición y acordaría con los narcos, que amagaban con declarar la guerra, su retiro de la política. Así fue que al final Escobar se vio obligado a renunciar definitivamente a la actividad política.

### Inicio de la Guerra contra el Estado

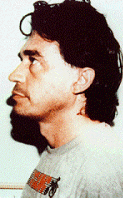
Carlos Lehder.

La difícil coyuntura que parecía desactivarse se complicó cuando la policía anti-narcóticos al mando del Coronel Jaime Ramírez (con el ministro Rodrigo Lara Bonilla detrás del operativo), desmanteló el complejo cocalero de Tranquilandia en marzo de 1984. Aquel golpe al Cartel de Medellín fue devuelto el 30 de abril de 1984, cuando dos sicarios de "Los Quesitos" mataron al ministro de justicia en el norte Bogotá.
El presidente Belisario Betancur inició la primera gran guerra contra el narcotráfico: se dispuso del embargo y del secuestro de bienes y del aumento de penas y multas para delitos asociados al tráfico de drogas, pasando estos al conocimiento de la Justicia Penal Militar. Los principales cabecillas del Cartel debieron refugiarse en Panamá e intentaron en mayo de 1984 en medio de los llamados Diálogos de Panamá, un último intento de acercamiento al Estado. Su fracaso trajo una importante consecuencia: el dinero fue reemplazado por el terror como principal recurso de enfrentamiento y diálogo. Meses después regresaron clandestinamente al país y la guerra total sería cuestión de tiempo.
El gobierno de Estados Unidos presionaba y el presidente Betancur autorizó la extradición de narcotraficantes. La extradición existía desde el gobierno de Julio César Turbay pero no se había llevado a la práctica aún.
Este fue el punto de partida de la guerra contra las drogas o periodo conocido como narcoterrorismo. Los miembros del Cartel de Medellín al mando de Pablo Escobar y otros narcotraficantes, se asociaron para evitar la aprobación del tratado de extradición a Estados Unidos y el cual estaba siendo evaluado por la Corte Suprema de Justicia. El grupo de narcotraficantes se hizo llamar "Los Extraditables".
Las increíbles ganancias hicieron que los principales miembros del cartel engrosaran fortunas, haciéndose ampliamente respetados y temidos. El lema inicial era “Plata o Plomo”, quien no estaba dispuesto a recibir sobornos y prestarse al servicio del cartel pasaba a ser un objetivo militar.
En este marco, el 6 y 7 de noviembre de 1985 un comando de la guerrilla M-19 realizó la Toma del Palacio de Justicia en Bogotá y en la retoma por la Fuerza Pública se destruyeron los archivos del narcotráfico y murieron 11 de los 24 jueces de la Corte Suprema de Justicia que había sido amenazada por el Cartel, motivo por el cual se afirma que el cartel financió al M-19 debido a que después de la guerra que hubo entre estas dos organizaciones vinieron acercamientos y reuniones entre el jefe del M-19, Iván Marino Ospina y Pablo Escobar. En 2020 ante la Comisión de la Verdad exmilitantes del M-19 reconocieron que la Toma del Palacio fue una decisión errada pero que de ninguna manera fue financiada por Escobar, ya que fue un operativo con objetivos políticos. La existencia de copias de las solicitudes de extradición y procesos judiciales en la cancillería y la embajada americana desvirtúa que la quema de expedientes fuera la razón de la operación guerrillera.
En estos años incluso se contrataron mercenarios extranjeros para entrenar a los sicarios del Cartel. El más recordado el israelí Yair Klein, que entrenó los grupos de Autodefensas de Fidel y Carlos Castaño y paramilitares del Magdalena Medio.
Mientras tanto el gobierno reaccionó y en febrero de 1987 fue capturado y extraditado Carlos Lehder, convirtiéndose en el primer miembro importante del Cartel de Medellín en ser sentenciado en Estados Unidos.

### Inicio de la guerra contra el Cartel de Cali

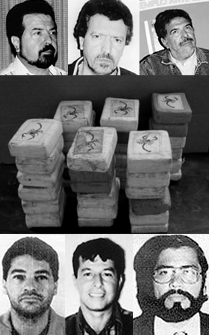
Miembros del cartel de Cali.

En 1984 Gilberto Rodríguez Orejuela del cartel de Cali, y Jorge Luis Ochoa, miembro del de Medellín, fueron detenidos en España acusados de estar preparando redes de tráfico en Europa. Estados Unidos pidió la extradición de los dos hombres, pero los tribunales españoles los enviaron a su país de origen, donde recobraron la libertad poco después.
El primer síntoma de conflicto se presentó en noviembre de 1987 con la detención de Ochoa en un lugar cercano en el Valle del Cauca. Se cree que el arresto fue fruto de una posible delación por parte del cartel de Cali. Ochoa abandonó la cárcel antes de terminar el año en medio de maniobras legales. Días antes, había caído en Estados Unidos un cargamento de droga del cartel de Medellín, aparentemente delatado por la banda caleña.
Según Jhon Jairo Velásquez alias Popeye, miembro del Cartel de Medellín, la disputa entre los dos bandos inició por rencillas entre empleados de Pablo Escobar y Helmer Herrera aparentemente por un lío de faldas:

La guerra empezó por un lío de faldas entre “Piña” y Jorge Elí “El Negro” Pabón. “El Negro” Pabón era un hombre muy leal a Pablo Emilio Escobar Gaviria y Alejo Piña era un hombre de “Pacho” Herrera. Ambos habían sido amigos en una cárcel de Nueva York, pero cuando ”El Negro” salió de prisión, se enteró de que Piña estaba viviendo con la que había sido su esposa, “El Negro” habló con el patrón y acordaron que había que matar a Piña; como el Cartel de Medellín mató a Hugo Hernán Valencia, un hombre que había tenido un problema con Gilberto Rodríguez, les pedimos a los Rodríguez que nos devolvieran el favor, que nos dejaran matar a Piña o que ellos mismos, con su gente, se encargaran de él. Nosotros no sabíamos del poder económico y militar de “Pacho” Herrera, los Rodríguez, en vez de explicarle esto al patrón, fueron directamente a decirle a “Pacho” Herrera que el Cartel de Medellín le quería matar a Piña y ahí se armó la guerra.

Las principales manifestaciones de esta guerra fue el asesinato selectivo, cometidos principalmente en las ciudades de Medellín, Cali y Nueva York, los atentados dinamiteros contra instalaciones de "Drogas La Rebaja", (una cadena de farmacias legalmente constituida y de propiedad de los miembros del Cartel de Cali), un incendio provocado que dañó la sede de una emisora del Grupo Radial Colombiano, propiedad de los Rodríguez y el carro-bomba que detonó el 13 de enero de 1988 en el edificio Mónaco, propiedad de Pablo Escobar donde habitaba junto a su familia y sicarios del Cartel. 
Las diferencias entre Cali y Medellín tuvieron efectos disímiles en dos aspectos centrales de las estrategias de legitimación de los grupos mafiosos. Por una parte, en Medellín, la mafia se sintió con derecho a disputar la hegemonía a las elites que habían abandonado su liderazgo tradicional, lo que provocó una mayor inclinación a enfrentarse con el poder estatal. En cambio, en Cali, la mayor solidez de la estructura social parece haber propiciado la estrategia de incorporación discreta emprendida por parte los traficantes locales de droga.

### Intensificación del conflicto
A partir de julio de 1988, el secretario general de la Presidencia, Germán Montoya había entrado en conversaciones con los líderes de Los Extraditables. Subsecuentes declaraciones del gobierno fueron interpretadas por los narcotraficantes como una invitación al diálogo, por lo que el 15 de septiembre siguiente, estos respondieron con una carta a la administración de Virgilio Barco, e hicieron llegar al secretario general un proyecto de ley de indulto y un plan de desmovilización. Montoya era considerado por los opositores políticos como quien realmente tomaba las grandes decisiones en el gobierno, sin embargo, ante la intransigencia de los EE. UU., renuente a la posibilidad de dialogar con los narcos, se dilataron las conversaciones y al final se las presentó como iniciativa personal del intermediario, desligando al primer mandatario de ellas.
Como una reacción a este diálogo sin resultados, el cartel de Medellín inició una cadena de crímenes de jueces, de funcionarios del gobierno y de personajes de la vida pública. A la ya difícil coyuntura se terminó de añadir un nuevo ingrediente: la guerra de Gonzalo Rodríguez Gacha, con los esmeralderos de Boyacá, tras la muerte del jefe de estos, Gilberto Molina y 17 personas más en la masacre de Sasaima (27 de febrero de 1989). El 29 de marzo Los Extraditables mataron a Héctor Giraldo Gálvez apoderado del caso de Guillermo Cano, y dos meses después dinamitaron la sede de la televisora Mundo Visión. El 4 de mayo de 1989 fue asesinado el exgobernador de Boyacá Álvaro González Santana, padre de la jueza Martha Lucía González. El 30 de mayo una potente explosión al paso de la caravana del jefe del Departamento Administrativo de Seguridad (DAS), General Miguel Maza Márquez, mató a 7 personas en Bogotá. En Medellín, el 4 de julio, muere en un atentado el gobernador de Antioquia, Antonio Roldan Betancur y el 28 es víctima de sicarios la jueza María Helena Díaz. Por los mismos días, en medio de la lucha de Gacha contra los esmeralderos, el país es escenario de numerosas acciones: 4 personas son masacradas en el edificio Altos del Portal y el personal e instalaciones de Tecminas (propiedad de Víctor Carranza) son víctimas de múltiples ataques.
Era solo el preludio de un golpe más espectacular: el 16 de agosto cayó el magistrado del tribunal superior de Cundinamarca, Carlos Ernesto Valencia, y el 18, en la capital antioqueña, el coronel Valdemar Franklin Quintero, acribillado a traición en las calles de la ciudad. No bien la noticia del crimen ocurrido en las horas de la mañana estaba siendo digerida, cuando en la noche durante un mitin político en Soacha, pistoleros al servicio de Rodríguez Gacha dieron muerte al precandidato presidencial por el partido liberal, Luis Carlos Galán. Enemigo de los narcotraficantes, era el más opcionado para alcanzar la primera magistratura de la nación. Herido de muerte por Jaime Rueda, falleció horas después a causa de una fuerte hemorragia. Era el comienzo de la "guerra total" con el cartel de Medellín y Los Extraditables.
Inmediatamente después del asesinato de Galán, los diálogos se interrumpieron del todo y el presidente declaraba la guerra al narcotráfico de la misma manera que lo había hecho Betancur 5 años atrás, poniendo precio a la cabeza de los terroristas en una alocución televisada (inicialmente se ofrecieron 100 millones de pesos por Escobar y Rodríguez Gacha).
Con el decreto 1830 del 19 de agosto, Barco estableció la extradición por vía administrativa, sin contar con el fallo de la Corte Suprema de Justicia; con el Decreto 1863 autorizó a los jueces militares a practicar registros donde se presumía o existían indicios de personas u objetos relacionados con algún delito; con el Decreto 1856 ordenó la confiscación de los bienes muebles e inmuebles de los narcos; y con el 1859 autorizó la detención en condiciones de absoluta incomunicación y por un tiempo (siete días) que excedía las normas constitucionales, de personas de las que se tuvieran graves indicios de haber cometido delitos contra la existencia y seguridad del Estado. Además se dispuso la creación del Bloque de Búsqueda con 500 hombres, esencialmente dirigido a cazar a los cabecillas terroristas y lo puso al mando del Coronel Hugo Martínez. En los días posteriores el Ejército Nacional y la Policía practicaron abundantes detenciones y se incautaron de suntuosas propiedades de los capos.

### Respuesta narcoterrorista a Barco
El 23 de agosto de 1989, Los Extraditables respondieron al gobierno en una carta a la opinión pública, asumiendo el reto de la guerra total. Con 3000 sicarios en armas, la asociación con el paramilitarismo y el respaldo de una porción importante de la población que estaba bajo su influencia, a lo que se sumaba el músculo financiero que le daba el control de al menos un 80% del tráfico de cocaína hacia el exterior, el Cartel de Medellín se enfrentó al Estado colombiano a base de bombazos y asesinatos selectivos. El terrorismo se multiplicó y puso en jaque como nunca antes al gobierno: entre septiembre y diciembre de 1989 más de 100 artefactos hicieron explosión en Bogotá, Medellín, Cali, Bucaramanga, Cartagena, Barranquilla y Pereira, contra edificios gubernamentales, instalaciones bancarias, comerciales, de servicios e infraestructura económica. En total, sumando los ataques de los sicarios, los narcoterroristas fueron responsables de 289 acciones bélicas en ese periodo, con un saldo de más de 250 víctimas mortales.
Desde el 24 de agosto las primeras bombas hacen explosión en Medellín, el 2 de septiembre fueron destruidas las instalaciones del diario El Espectador, el 11 es asesinado el líder liberal Pablo Peláez González, el 21 son dinamitadas 9 sedes políticas en Teusaquillo y el 25 es atacado el Hotel Hilton en Cartagena. Las autoridades multiplicaron los allanamientos, las incautaciones y las detenciones, logrando la captura de Eduardo Martínez y a Rafael Abelló, pero no pudieron descabezar la cúpula central (Rodríguez Gacha y Escobar) ni desmantelar sus redes terroristas. Como respuesta al duro acoso del estado, el 16 de octubre un carro-bomba arrasó la sede del periódico Vanguardia Liberal de Bucaramanga y mató a 4 personas. Ahora todo el aparato criminal de los narcotraficantes se enfiló contra las clases dirigentes: son asesinados sucesivamente el magistrado Héctor Jiménez Rodríguez, el periodista Jorge Enrique Pulido, el representante a la cámara Luis Francisco Madero, y la jueza del tribunal antioqueño, Mariela Espinosa Arango. También atacan directamente a la Fuerza Pública: a finales de octubre, 7 policías son dados de baja en la capital antioqueña, 5 de ellos muertos por una bomba accionada frente al Club de oficiales de la ciudad.
Solo tras el operativo relámpago lanzado el 23 de noviembre sobre la hacienda El Oro en Cocorná, Antioquia, empieza la persecución sobre los grandes capos. Pese a que Escobar logró escapar, 2 de sus hombres murieron (uno de los cuales era su cuñado Mario Henao) y otros 55 fueron detenidos. Pero al final la ofensiva, sirvió también para que "Los extraditables" se envalentonaran aún más y para que en represalia empezaran a recurrir a las masacres indiscriminadas. Cuatro días después, el 27, un avión de Avianca fue volado en el aire con sus 107 tripulantes a bordo; pensaban que César Gaviria, el sucesor de Galán en la consulta del Partido Liberal Colombiano tomaría el vuelo y por eso lo hicieron estallar. Empero, Gaviria se salvó gracias a las advertencias de su cuerpo de seguridad y no abordó la aeronave. Finalmente como culminación de su campaña contra el Estado, el 6 de diciembre los narcos nuevamente atentaron contra el general Maza y dinamitaron con 500 kilos la sede del DAS. El bus-bomba destruyó parcialmente la edificación y más de 200 establecimientos comerciales a su alrededor, pero el objetivo salió ileso. 63 personas murieron y cerca de 600 quedaron heridas.

### Muerte de Gonzalo Rodríguez Gacha

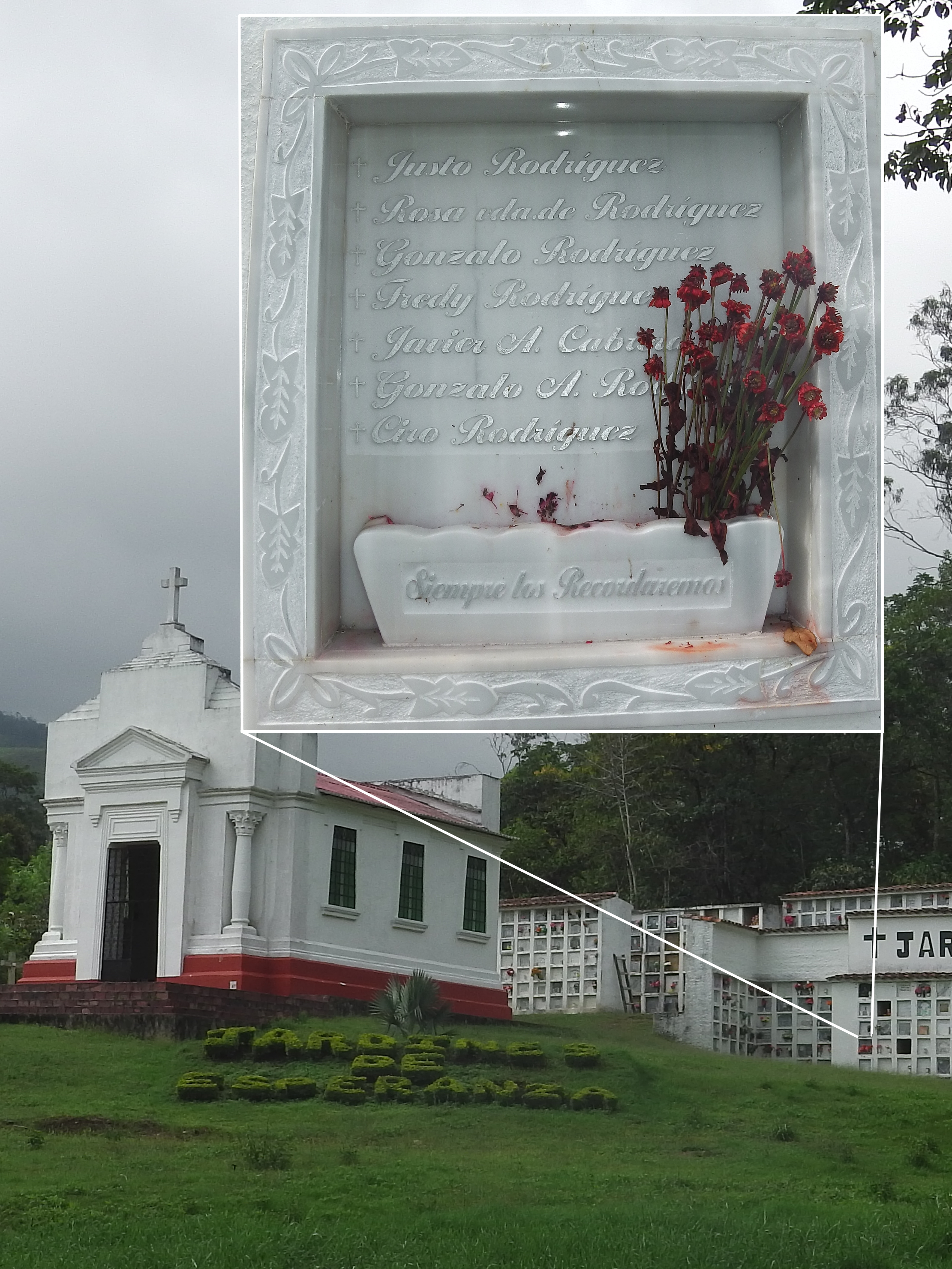
Tumba de Gonzalo Rodríguez Gacha, su hijo Fredy y otros familiares.

El gobierno se enfocó en capturar a los cabecillas del cartel, ofreciendo $500 millones de pesos por la cabeza de Gonzalo Rodríguez Gacha (la misma cantidad ofrecida por Escobar). En agosto de 1989, el gobierno del presidente Barco había tenido un golpe de suerte cuando Freddy Gonzalo Rodríguez, el hijo de "El Mexicano" fue detenido por posesión ilegal de armas al norte de Bogotá. Se le retuvo durante más tiempo del estipulado por la ley, tratando de presionar a su padre, pero en vista de que la estrategia no dio resultado, se le liberó el 22 de noviembre.
No obstante, un informante al servicio del Cartel de Cali infiltrado en las estructuras de Gacha, Jorge Velásquez El Navegante, reveló la ubicación del narco en Cartagena. Al percatarse de la presencia de las autoridades, los fugitivos tomaron una lancha y embarcaron rumbo a Tolú. Allí acompañaban al capo su hijo Freddy Gonzalo, Gilberto Rendón Hurtado Mano de yuca (el número 8 dentro del cartel) y cuatro guardaespaldas más. Empero también el Navegante los acompañaba.
A mediodía del 15 de diciembre de 1989, veintidós policías a bordo de los dos helicópteros, sobrevolaron un complejo de cabañas entre Coveñas y Tolú. Con altavoces y sirenas pidieron a Rodríguez Gacha que se entregara, sin obtener respuesta alguna. Los narco-terroristas aprovecharon el momento, para abrirse paso hasta un camión que estaba aparcado fuera de la villa.
Al no poder esquivar a las autoridades, un poco más adelante se lanzaron del carro Freddy Gonzalo, Gilberto Rendón y tres guardaespaldas más, abriendo fuego contra una de las aeronaves a la vez que trataban de avanzar. Uno de los aparatos respondió con sus ametralladoras, matando a dos de los pistoleros, para descender luego y dejar en tierra a 5 comandos, quienes se enfrentaron con los dos guardaespaldas sobrevivientes y el hijo de "El Mexicano", eliminándolos. El camión se detuvo nuevamente y de él descendieron Rodríguez Gacha y un guardaespaldas y murieron en el enfrentamiento minutos después.
En la noche del 17 de diciembre, su cuerpo y el de su hijo fueron enterrados en su natal Pacho, en medio de un multitudinario entierro al que asistieron cerca de 15.000 personas.

### Ofensiva narcoterrorista de 1990
Tras la muerte de Gonzalo Rodríguez Gacha, Los Extraditables intentaron una nueva estrategia de diálogo y negociación con el Estado, queriéndolo presionar con el secuestro del hijo del secretario de presidencia, Álvaro Diego Montoya y de 2 parientes del presidente de la República.
Surgió entonces una propuesta del expresidente Alfonso López Michelsen consistente en la formación de una comisión de Notables para negociar con los narcoterroristas. El 17 de enero de 1990, estos respondieron a dicha propuesta presentándose en un comunicado como aspirantes legítimos al perdón judicial. Inmediatamente después liberaron los secuestrados, entregaron un bus con una tonelada de dinamita, y uno de los mayores laboratorios de procesamiento de droga en el Chocó. Como contraparte los narcos esperaban del gobierno la creación de la comisión de alto nivel que se encargaría de los procedimientos legales que permitirían su rendición. Sin embargo, esto nunca sucedió y el intento de diálogo y negociación terminó en una nueva oleada de terrorismo.
Enfrentados a una potente ofensiva militar en Envigado, declarado zona de operaciones militares por la IV Brigada del Ejército (al mando del General Harold Bedoya), Los extraditables anunciaron que ponían fin a su tregua con el Estado y ofrecieron 2 millones de pesos por cada policía que fuera muerto. Medellín y su área metropolitana se vieron envueltas en una verdadera guerra urbana, tras las primeras ejecuciones de uniformados y después del ataque contra un bus del Grupo Élite, ocurrido sobre un puente de Itagüí el 11 de abril. Este atentado que dejó 13 muertos y 100 heridos fue el primero de los 18 que se sucedieron hasta finales de julio con un saldo de 90 víctimas fatales y 450 heridos. Luego, en represalia por el asesinato de 215 uniformados asesinados entre abril y julio de 1990, escuadrones de encapuchados ligados a las autoridades emprendieron "Operaciones de limpieza social" en las comunas y dieron muerte a decenas de jóvenes. El cartel respondió a su manera con cada vez mayor brutalidad: el 12 de mayo, víspera de la celebración del Día de la Madre hicieron explosión en 2 centros comerciales de Bogotá sendas bombas que mataron a 21 personas; el mismo día, pero en Cali otro acto terrorista se cobró la vida de 9 civiles. La violencia no amaino: a fines de mes un nuevo atentado frente al Hotel Intercontinental de Medellín, se cobró la vida de 3 policías y 7 transeúntes (más 2 tripulantes del carro bomba), mientras que en otro ataque caía acribillado el senador Federico Estrada Vélez.
El responsable de esta última acción, el jefe militar de Escobar, John Jairo Arias “Pinina”, fue abatido por las autoridades el 14 de junio de 1990. Pero su muerte no contribuyó a la pacificación de la ciudad; más bien generó el efecto contrario: 17 jóvenes de clase alta fueron masacrados en el Bar Oporto, y un carro-bomba estalló frente a la Estación Libertadores de la Policía matando a 13 civiles (28 de junio). Solo a finales de julio luego de un operativo en el Magdalena Medio antioqueño del que una vez más escapó Escobar, Los Extraditables decretaron una nueva tregua y se situaron a la defensiva, en espera de las decisiones que pudiera tomar la nueva administración de César Gaviria.

### Negociación de penas con el Cartel de Medellín
Aprovechando el respiro de la tregua unilateral indefinida anunciada en julio de 1990 por Los Extraditables, el ministro de justicia Jaime Giraldo Ángel diseñó la legislación de estado de sitio que se haría pública como “Política de sometimiento a la justicia”. Dicha política, que se materializó en cinco decretos que posteriormente, serían elevados después de una depuración, a legislación permanente en el nuevo Código de Procesamiento Penal, aspiraba en términos simplificados, a favorecer con la reducción de la pena a los narcotraficantes que se entregaran voluntariamente y confesaran un delito, con la garantía, en algunos casos condicional, de ser juzgados en el país y recluidos en pabellones de alta seguridad. Escobar receloso de las intenciones del gobierno, organizó una serie de secuestros selectivos de periodistas de renombre y de personajes influyentes en la vida nacional (Diana Turbay, Marina Montoya, Francisco Santos, Maruja Pachón, Beatriz Villamizar y 5 periodistas más), presionando de ese modo al presidente para que fuera tratado como un delincuente político, haciéndose beneficiario de paso de los indultos reservados a los guerrilleros.
Los primeros en acogerse a la oferta, entre diciembre de 1990 y febrero de 1991, fueron los hermanos Ochoa, Jorge Luis, Juan David y Fabio, socios cercanos de Escobar. Sin embargo, este último pretendía arrancarle al Ejecutivo un acuerdo hecho a su medida y siguió presionando nuevamente por la vía armada, amenazando con ejecutar a los rehenes y con reiniciar su ofensiva terrorista. El 12 de diciembre de 1990 una bomba mató a 7 policías en Medellín y otros 7 más serían ultimados por sicarios en los 3 primeros días de enero. Poco después el 22, resultaron abatidos en un doble operativo lanzado en el departamento de Antioquia, 2 de los hermanos Prisco, jefes de Los Priscos. El informante que los delató entregó luego la ubicación de 2 de los secuestrados, pero en la confusa operación de rescate que se adelantó el 24 de enero Diana Turbay y 3 de sus captores murieron.
La respuesta no tardó en llegar en la forma de la ejecución de uno de los rehenes, Marina Montoya, hermana del antiguo secretario de Presidencia Germán Montoya, y con una nueva racha de atentados: una decena de efectivos policiales fueron víctimas de sicariato, una explosión en un bus dejó 6 muertos y el 16 de febrero un bombazo contra una patrulla del F2 en Medellín -frente a la plaza de toros de la ciudad- se saldó con 23 fallecidos. Dos meses después el exministro de Justicia Enrique Low Murtra, perdió la vida a manos de pistoleros en la capital de la República.

### Entrega, reclusión y fuga de Pablo Escobar
Su estrategia le dio excelentes resultados a Escobar, quien liberó al resto de los secuestrados como gesto de “buena fe” con el gobierno; pero solo cuando estuvo seguro de que la Constituyente había votado y aprobado el 19 de junio de 1991 el artículo que prohibía la extradición de colombianos, se entregó en la capital antioqueña, en compañía del sacerdote Rafael García Herreros y Alberto Villamizar. Luego sería recluido en la Cárcel de La Catedral en Envigado. Desde allí siguió controlando los hilos del negocio ilegal a través de otros 2 aliados suyos que no se entregaron: Fernando “el negro” Galeano y Gerardo “Kiko” Moncada.
A casi un año de su encierro a principios de julio de 1992, Escobar, se había convertido en un extorsionista de alto rango. Dejó de exportar cocaína y empezó a cobrar dinero a los demás narcotraficantes. Así mismo, fue acusado de ser el autor intelectual del asesinato de Henry Pérez, aunque él negó toda implicación suya en el crimen a través de un comunicado.
Gerardo Moncada (Kiko) y Fernando Galeano (El Negro), miembros del cartel, se presentaron en la Catedral con el fin de demandar la entrega de US$23 millones que le robó de una caleta perteneciente al Negro Galeano un sicario del grupo, alias El Chopo, hombre de confianza de Escobar. Estando reunidos con Escobar, este los acusó de estar robando al Cartel, y de no aportar lo suficiente para mantener la guerra, que en especial sostenía con el Cartel de Cali, seguidamente los torturaron, asesinaron y descuartizaron.
La posterior purga entre los más cercanos a ambos capos y entre sus familiares dejó unos 50 muertos. El gobierno y la fiscalía general de la nación al conocer de los hechos y para evitar que el “Patrón” siguiera delinquiendo desde su prisión, ordenó el traslado de este hacia un nuevo penal. Pero él, su hermano Roberto y 8 de sus lugartenientes se fugaron de La Catedral el 22 de julio de 1992.

### Disolución del Cartel de Medellín y muerte de Pablo Escobar

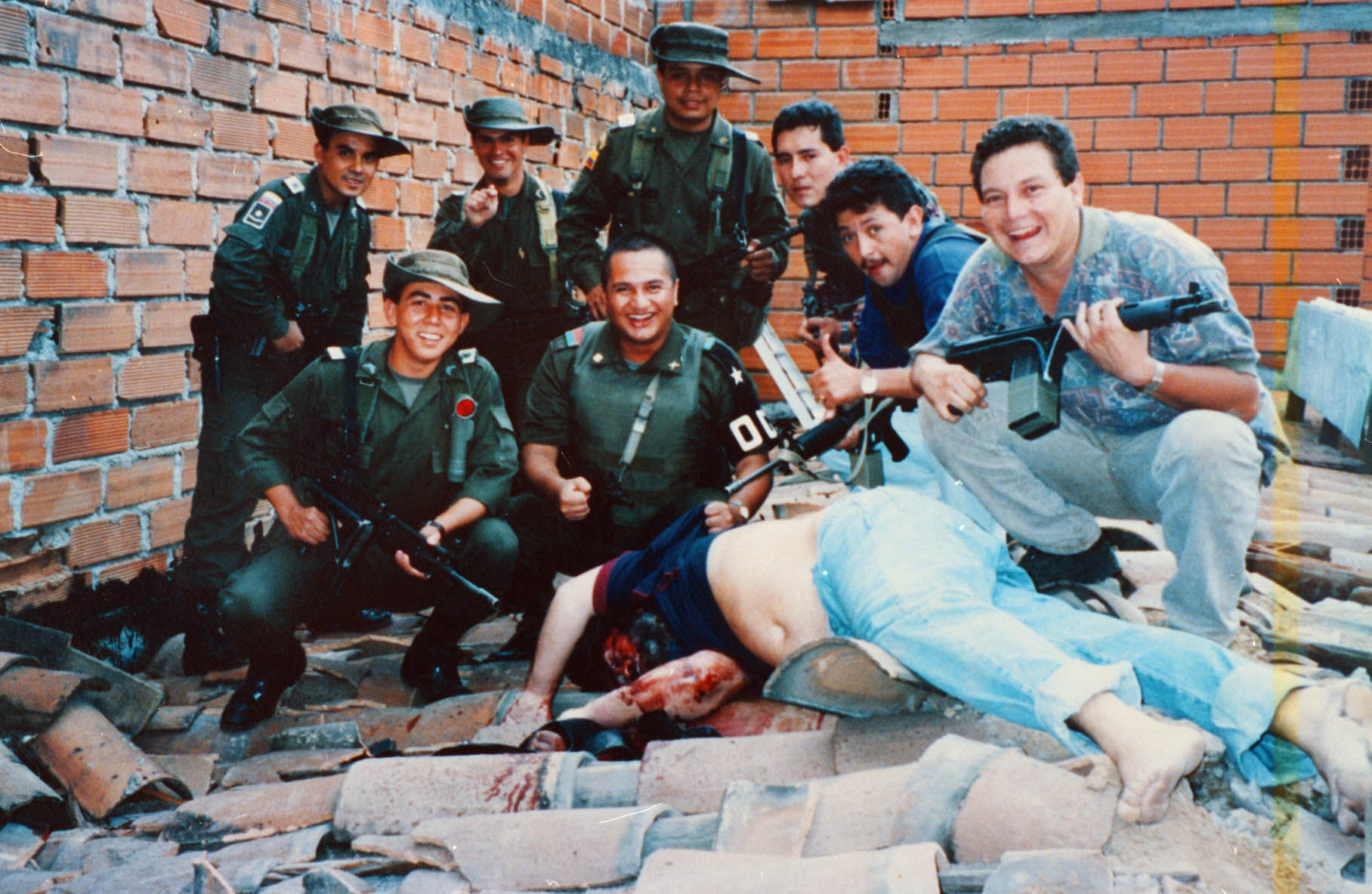
Miembros de la Policía Nacional de Colombia posan junto al cadáver de Pablo Escobar.

El gobierno creó entonces el Bloque de búsqueda, integrado por miembros de la Policía Nacional y el Ejército Nacional, para cazar a los prófugos.
Los terroristas de Cali se encargaron entonces de desencadenar nuevamente la guerra, al activar un coche bomba en Medellín que atribuyeron a sus enemigos antioqueños. Estos ante la arremetida de las fuerzas estatales, reactivaron su campaña con una serie de ataques en los que ejecutaron a 30 uniformados y una juez, entre septiembre y octubre de 1992. Pero esta vez la situación había cambiado bruscamente para el Cartel: la muerte de Galeano y Moncada generó una fractura al interior de la organización. Diego Fernando Murillo, jefe de seguridad de los capos asesinados y los hermanos Castaño, se alinearon con los narcos del Valle contra Escobar, en una alianza que incluía a oficiales del Bloque de Búsqueda y varios de sus antiguos socios y testaferros. Con la información que pudieron suministrar a las autoridades se asestaron durísimos golpes a las redes del “Patrón”. El 28 de octubre, Brances Muñoz Mosquera unos de sus jefes militares más importantes del cartel, fue abatido en una operación especial.
Escobar que trataba en ese momento de negociar su nueva entrega y había autorizado la rendición de varios de sus lugartenientes más cercanos, entre ellos su hermano Roberto, “Otto”, "Popeye" y el “Mugre”, desencadenó en respuesta una nueva guerra total. Decenas de pistoleros ejecutaron a un centenar de policías hasta febrero y los coches bomba reaparecieron en las grandes ciudades a partir de diciembre de 1992. Si bien los mecanismos ya no eran tan sofisticados como antes, las pérdidas humanas y materiales fueron cuantiosas, pues los atentados ya no iban dirigidos a un objetivo específico, sino que eran totalmente indiscriminados. En Medellín murieron 19 personas, en la capital de la república 41 y en Barrancabermeja 16. El Valle de Aburra se vio afectado por 3 ataques mortales en diciembre del 92 y en Bogotá las explosiones se sucedieron a partir de enero de 1993: el 20 en el norte, el 30 frente a la Cámara de comercio, mediando febrero en dos áreas comerciales, el 5 de marzo en las instalaciones de Telecom y en abril 15 en la calle 93.
Pese a la arremetida de los terroristas, en el curso de una cacería los Pepes y las autoridades dieron de baja hasta marzo de 1993, a 100 sicarios y 10 jefes militares del Cartel, entre los que se contaban Mario Castaño Molina “El Chopo”, Hernán Darío Henao “HH” y Jhonny Edison Rivera “El Palomo”, todos hombres de confianza de Escobar. También fueron apresados 1900 sospechosos de pertenecer a la organización y se rindieron 18 altos mandos de su ala militar. Esto sumado a la derrota por bandas rivales de sus grupos de gatilleros, en una guerra que dejó 300 muertos, terminó por debilitar decisivamente al grupo de Medellín que perdió en 8 meses el 80% de su capacidad bélica. Como añadidura, el 30 de enero, hizo su aparición pública la estructura que se autodenominó “Los Pepes” (Perseguidos por Pablo Escobar), detrás de la que estaban los Castaño y que se dedicaría a matar a los testaferros, escoltas, contadores, abogados y familiares del capo, como también a destruir sus propiedades y minar sus finanzas.
Escobar, arrinconado por las fuerzas armadas y por las amenazas que pesaban sobre su familia interrumpió del todo su campaña terrorista. Trato de renegociar su rendición, condicionándola a la salida del país de su mujer y sus hijos, pero esta vez su propuesta no halló eco entre el Ejecutivo. Si bien logró evadir al Bloque de Búsqueda por seis meses más, la muerte de su jefe de seguridad León Puerta El Angelito, en octubre de 1993, lo dejó desprotegido. Finalmente, la preocupación por la situación de su esposa refugiada en el Hotel Tequendama bajo vigilancia policial, lo llevó a utilizar una radio de comunicaciones, revelando su ubicación. En la tarde del 2 de diciembre de 1993 Escobar resultó muerto en un operativo sobre el que diferentes publicaciones contradicen la versión oficial.
Su muerte y la de su único guardaespaldas significó el final del Cartel de Medellín y del narcoterrorismo como actor bélico (5500 muertos en la lucha desde 1989 hasta 1993).

## Legado
El narcotráfico aumentó por la diversificación de grupos encargados de este oficio y por el inicio en la producción de opiáceos de las flores de amapola. El cartel de Cali asumió por poco tiempo el liderazgo, también se formaría el Cartel del Norte del Valle y una infinidad de nuevas bandas que buscaron discreción, solo se reúnen para sus negocios, no participan en política y no manejan capitales tan extravagantes sino que disimulan las nuevas riquezas o emigran a otros países. Las guerrillas también se beneficiaron con la caída del Cartel de Medellín: las Fuerzas Armadas Revolucionarias de Colombia (FARC-EP) y el Ejército de Liberación Nacional (ELN). Las FARC-EP que se financiaban con el gramaje y la protección de cultivos, se expandieron en la cadena de producción y distribución como un nuevo Cartel para financiar el Conflicto armado interno de Colombia.
Otra organización, de tendencia paramilitar, llamada las Autodefensas Unidas de Colombia (AUC) descendía de forma directa del Cartel de Medellín, con Carlos Castaño, a la cabeza, y muchos de sus comandantes como Diego Fernando Murillo "Don Berna" trabajaron de la mano de Pablo Escobar y Gonzalo Rodríguez Gacha o formaron parte de Los Pepes; además, se financiaban mediante el narcotráfico y otros negocios del Cartel. Infinidad de pequeñas agrupaciones de sicarios, como la temida banda de 'La Terraza', también fueron consecuencias de esta época. El daño total contra toda una generación de jóvenes, el final de toda regla ética o moral han devastado socialmente las fibras de la sociedad colombiana.

## Miembros

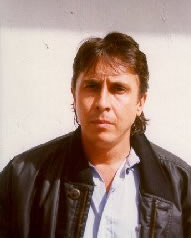
Fabio Ochoa Vásquez.

El principal líder del Cartel de Medellín fue Pablo Escobar El Patrón, originario de Rionegro, Antioquia. Por su parte Gonzalo Rodríguez Gacha también conocido como El Mexicano originario de Pacho (Cundinamarca), considerado como el segundo al mando de la organización y fue fundador de varios grupos paramilitares. Como socios aparecen los hermanos Fabio, Jorge Luis, Juan David Ochoa oriundos de Medellín, Juan Matta-Ballesteros de Tegucigalpa, Honduras quien ya había sido traficante de cocaína y marihuana antes de tener vínculos con el Cartel de Medellín. Carlos Lehder de Armenia quien era traficante de marihuana que tenía acceso a los Estados Unidos, hablaba inglés, tenía socios compradores y entre muchas otras cosas una pista de aterrizaje en las islas Bahamas, importante escala de los fletes aerotransportados; también fue miembro Evaristo Porras natural de Florencia vendedor de pasta de coca y Gilberto Rendón Hurtado, alias "Mano de yuca". En un segundo renglón se hallaban Gustavo Gaviria y Roberto Escobar (El Osito) primo y hermano respectivamente de Pablo Escobar.
A ellos se sumaron varios jóvenes reclutados para diferentes fines y que llegaron a ser reconocidos por sus alias (Los Priscos, Pinina, Popeye, El Chopo, Tyson, La Quica, El Mugre, El Enchufe, El Arete, "El Titi", etc.). En un momento a finales de los 80´s el cartel llegó a contar con más de 2000 hombres solo en su aparato militar.

## Ingresos económicos y filantropía

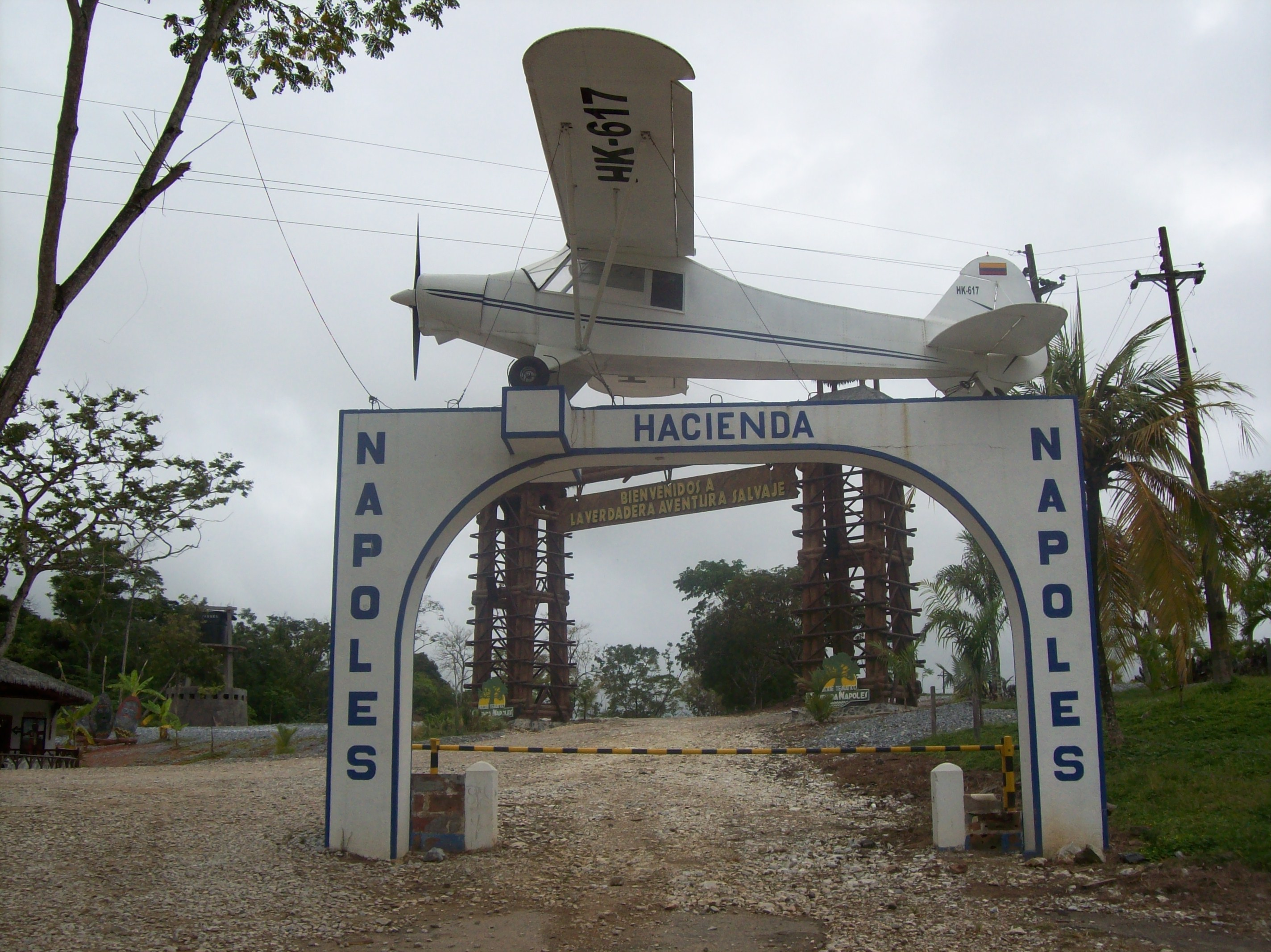
Hacienda Nápoles.

El cartel de Medellín llegó a mover más de US$100 000 millones al año. La revista Forbes calculó la fortuna de Pablo Escobar en 1993 en US$25 000 millones cifra que se puede quedar corta al ver que el cartel movía el 80% de la cocaína que se consumía en Estados Unidos, además hubo apreciaciones según las cuales entre el 7% y el 10% del PIB de Colombia era de origen del narcotráfico. La misma revista estimó en 1989 que el patrimonio de Gonzalo Rodríguez Gacha superaba los US$1000 millones, dinero suficiente para comprar casi toda la cosecha cafetera del país de ese año.
Tanto Rodríguez Gacha como Escobar se dieron a conocer como filántropos, donando casas a los pobres de Medellín. Construyeron urbanizaciones, canchas de fútbol, escenarios públicos para ganar el afecto del pueblo que en gran medida correspondía.
En Medellín sigue existiendo el Barrio Pablo Escobar. Allí viven familias que Escobar sacó de un tugurio llamado Moravia.